# Сушарка

Зерносушарка

Сушарка — пристрій або машина для забезпечення процесу сушіння (насамперед, зневоднення), в якій волога із вихідного матеріалу виділяється методом випаровування при температурі вище точки роси. 
За сферою застосування сушарки поділяють на:
- для домогосподарств;
- промислові.

Різновиди промислових сушарок:
- барабанні сушарки;
- шнекові;
- сушарки киплячого шару;
- турбінні;
- труби-сушарки;
- парова сушарка — сушарка, у якій випаровування вологи з твердої сипкої маси відбувається за рахунок її контакту з нагрітою поверхнею системи труб або порожнистих дисків, через які пропускається водяна пара або гарячі димові гази. Парова сушарка застосовуються при сушінні матеріалів, для яких небажаний безпосередній контакт з гарячими димовими газами, наприклад, для сушіння вугілля бурого перед його брикетуванням. Перевагами цього типу сушарок є відсутність потреби в системі пилогазоочищення;
- зерносушарка;
- Спеціальні апарати для сушки:  вакуумні, камерні, тунельні багатозональні, стрічкові,  аерофонтанні, розпилюючі та ежекторні сушильні пристрої і установки.

Різновиди побутових сушарок:
- Сушарка для рук
- Сушарка рушників